# Епархия Аббир-Германицианы
Епархия Аббир-Германицианы (лат. Dioecesis Abbiritana Germanicianorum) — упразднённая епархия, в настоящее время титулярная епархия Римско-Католической церкви.

## История
Античный город Аббир-Германицианы находился в римской провинции Африка и до V века был центром одноимённой епархии, которая входила в митрополию Карфагена. В V веке епархия Аббир-Германицианы прекратила своё существование.
C 1964 года епархия Аббир-Германицианы является титулярной епархией Римско-Католической церкви.

## Епископы
- 255—259 — епископ Сукцессий ;
- упоминается в 411 году — епископ Аннибоний ;
- упоминается в 419 году — епископ Кандид .

## Титулярные епископы
- епископ Paul Bouque S.C.I.[1] (16.06.1964 — 11.08.1976);
- епископ Aloísio Sinésio Bohn (27.06.1977 — 13.02.1980) — назначен епископом Нову-Амбургу;
- епископ Hermann Josef Spital (15.10.1980 — 24.02.1981) — назначен епископом Трира;
- епископ Лео Шварц (4 января 1982 — 26 ноября 2018).

## Источник
- Annuario Pontificio, Libreria Editrice Vaticana, Città del Vaticano, 2003, стр. 747, ISBN 88-209-7422-3
- Pius Bonifacius Gams, Series episcoporum Ecclesiae Catholicae, Leipzig 1931, стр. 463
- Stefano Antonio Morcelli, Africa christiana, Volume I, Brescia 1816, стр. 61-62  (лат.)
- La Gerarghia Cattolica